# Anhui Langxi Xiyate Automobile
Anhui Langxi Xiyate Automobile Co. Ltd., auch Anhui Langxi Auto Works genannt, war ein Hersteller von Kraftfahrzeugen aus der Volksrepublik China.

## Unternehmensgeschichte
Das Unternehmen aus Xuancheng stellte ursprünglich Teile für Fahrzeuge her. 1991 begann zusätzlich die Produktion von Automobilen. Der Markenname lautete Xiyate. Etwa im Jahr 2000 endete die Fahrzeugproduktion. Teile entstanden noch bis zum Bankrott 2011.

## Fahrzeuge
Erstes Modell war 1991 ein Geländewagen im Stile des Jeep Cherokee. Daneben gab es den Kleinbus LQC 6600.
Um 1996 herum stand eine viertürige Limousine mit Stufenheck namens LQC 1010 S im Angebot. Das Fahrzeug ähnelte dem VW Santana.